# Lina Grinčikaitė
Lina Grinčikaitė (ur. 3 maja 1987) – litewska lekkoatletka, sprinterka.

## Osiągnięcia
- srebrny medal mistrzostw Europy juniorów (bieg na 100 metrów, Kowno 2005)
- złoto Uniwersjady (bieg na 100 metrów, Belgrad 2009)
- złoty medal młodzieżowych mistrzostw Europy (bieg na 100 metrów, Kowno 2009), podczas tych zawodów wywalczyła ponadto brąz w sztafecie 4 × 100 metrów
- reprezentantka kraju w zawodach pucharu Europy oraz na drużynowych mistrzostwach Europy
- 13. miejsce w półfinale i brak awansu do kolejnej rundy podczas halowych mistrzostw świata (Doha 2010)
- 1. miejsce podczas I ligi drużynowych mistrzostw Europy (Budapeszt 2010)
- brąz uniwersjady w biegu na 100 metrów (Shenzhen 2011)
- brąz mistrzostw Europy w biegu na 100 metrów (Helsinki 2012)
- srebrny medal uniwersjady w biegu na 100 metrów (Kazań 2013)
- wielokrotna mistrzyni i rekordzistka kraju

W 2008 Grinčikaitė reprezentowała swój kraju podczas igrzysk olimpijskich w Pekinie, gdzie odpadła w półfinale biegu na 100 metrów. Ostatecznie sklasyfikowano ją na 14. pozycji.

## Rekordy życiowe
- bieg na 100 metrów – 11,19 (2012) - rekord Litwy
- bieg na 200 metrów – 23,33 (2008)
- bieg na 200 metrów (hala) – 23,74 (2010)

5 lipca 2008 litewska sztafeta 4 × 100 metrów z Grinčikaitė w składzie ustanowiła aktualny rekord kraju – 43,95.